# Pantoporia pedia
Pantoporia pedia är en fjärilsart som beskrevs av Hans Fruhstorfer 1908. Pantoporia pedia ingår i släktet Pantoporia och familjen praktfjärilar. Inga underarter finns listade i Catalogue of Life.